# Xã Richland, Quận Burke, Bắc Dakota
Xã Richland (tiếng Anh: Richland Township) là một xã thuộc quận Burke, tiểu bang Bắc Dakota, Hoa Kỳ. Năm 2010, dân số của xã này là 17 người.